# Rifle automático M27
El Fusil Automático de Infantería M27 (M27 Infantry Automatic Rifle (IAR) en inglés) es un arma de fuego ligera de calibre 5,56 × 45 mm OTAN, de fuego selectivo, alimentada mediante cargadores y con selector de disparo, basada en el fusil de asalto Heckler & Koch HK416. Es empleada por el Cuerpo de Marines de los Estados Unidos y está destinada a mejorar la maniobrabilidad de los infantes de marina armados con ametralladoras ligeras. El Cuerpo de Marines de los Estados Unidos (USMC) planificó comprar 6.500 fusiles automáticos M27 para reemplazar a una parte de sus ametralladoras ligeras M249 empleadas en sus batallones de infantería y reconocimiento blindado ligero. Aproximadamente entre unas 8.000 y 10.000 M249 continuarán en servicio en el Cuerpo de Marines para su uso a discreción de los comandantes de batallón y capitanes de compañía. El Ejército de los Estados Unidos no ha planificado comprar el IAR. En diciembre de 2017, el Cuerpo de Marines reveló la decisión de equipar a cada infante de marina de cada pelotón con el M27.

## Historia

### Antecedentes
En 1985, el Cuerpo de Marines de los Estados Unidos adoptó la M249 con la designación de "ametralladora ligera de pelotón", un año después que el Ejército de Estados Unidos. Estas adquisiciones fueron una decisión a nivel de servicio debido a que el arma fue adoptada por el Ejército con un método de contrato que los marines podían usar. Mientras que la M249 alimentada por cinta era portátil y tenía una gran cadencia de disparo, era pesada para su uso y los ametralladoristas no podían seguir el ritmo de los fusileros. La ametralladora ligera no era adecuada para las operaciones militares en terreno urbano.

### Fusil automático de infantería (IAR)
En 1999, una declaración de necesidad universal fue emitida para el fusil automático de Infantería (IAR). Alrededor del año 2000, la Primera División del Segundo Batallón, del Séptimo Regimiento de Marines llevó a cabo ensayos que mostraron el deseo de un fusil automático ligero. Las experiencias en Irak y Afganistán contribuyeron a las solicitudes de recomendaciones formales. La declaración de necesidad universal se aprobó seis años después para pasar por el proceso de adquisición. A principios de 2005 se le dio estatus oficial del programa y las capacidades ya están elaboradas.
El programa de Infantería comenzó el 14 de julio de 2005, cuando el Cuerpo de Marina requirió información a los fabricantes. Los objetivos perseguidos por el arma incluyen: portabilidad y capacidad de maniobra; apariencia similar a otros fusiles en el pelotón reduciendo la identificación del ametralladorista por parte del enemigo; favorecer la participación del ametralladorista en situaciones de combate de contrainsurgencia; tener la capacidad de mantener una alta cadencia de disparo. El requerimiento inicial de un cargador con una capacidad mínima de 100 cartuchos se cambió en favor del cargador STANAG de 30 cartuchos porque al comienzo de las pruebas los cargadores de 100 cartuchos no fueron fiables. A fin de lograr un uso común con otros fusiles en servicio, se especificó el cartucho 5,56 x 45 OTAN, evitando el uso de alimentación mediante cinta.
En 2006 se emitieron los contratos para armas de muestra. Fabrique Nationale d'Herstal proporcionó una variante del fusil FN SCAR, la empresa Heckler & Koch envió una variante del HK416, y Colt Defense envió dos modelos. Empresas que intentaron competir pero no fueron aceptadas como finalistas para las pruebas fueron Land Warfare Resources Corporation con su M6A4 IAR, Patriot Ordnance Factory, y General Dynamics Armament and Technical Products con su CIS Ultimax 100 MK5 (comercializado como GDATP IAR).
En diciembre de 2009, el modelo de la Heckler & Koch venció a los otros tres finalistas y entró en los últimos cinco meses de pruebas. Fue designado como M27 en el verano de 2010, [12] casualmente coincidiendo la designación con la del 2.º Batallón, 7.º de Infantería de Marina, quienes habían estado probando fusiles automáticos desde 2001.
Mientras el “Marine Corps Systems Comman” se mostró optimista sobre las pruebas de funcionamiento del M27, el excomandante del cuerpo de infantes de marina general James T. Conway se mantuvo escéptico por la reducción en la potencia de fuego a nivel de escuadra militar que resultaría por la adopción del M27. [14] En su opinión, el M27, aunque más preciso, es improbable que pudiese ofrecer superioridad de fuego comparado con la M249, una ametralladora ligera alimentada por cinta. Un fusil alimentado con cargador tendría que parar para recargar más a menudo y no sería capaz de sostener la misma cadencia de disparo. También comentó que miembros del escuadrón que llevan cargadores adicionales para el "IAR" pueden estar en una posición difícil para abastecer al artillero durante un tiroteo. Además, la SAW había sido probada en batalla y el Ejército eligió no seguir el concepto del "IAR". [5],  S
Después de la prueba de funcionamiento del Cuerpo de Infantes de Marines y la evaluación de actividad supervisada en una ronda de pruebas en MCAGCC Twentynine Palms, Fort McCoy, y Camp Shelby (con polvo, clima frío y otras condiciones, respectivamente en climas cálidos), comenzó un despliegue limitado de 458 IARs a cuatro batallones de infantería (uno por cada Fuerza Expedicionaria de Infantería de Marina y otro para United States Marine Corps Reserve) y un Batallón Blindado Ligero de Reconocimiento, todos ellos desplegados en Afganistán en 2011. [15] [16]
En mayo del 2011, el general James Amos, del Cuerpo de Infantes de Marina de Estados Unidos, aprobó la culminación de una evaluación limitada de usuarios (LOR), y la sustitución de la M249 LMG por el M27. El despliegue de 6500 unidades del M27 esperó que se completaran en el verano del 2013, por un costo de casi 13 millones de dólares. Los artilleros del M27 estarán equipados con alrededor de 22 cargadores de 30 cartuchos ya en uso con el fusil M16 y la carabina M4. Veintidós cargadores se aproximan a la carga de combate individual de un artillero de M249 SAW, aunque no se espera que el artillero del M27 pueda llevar los 22 cargadores. La carga individual de combate es determinada a nivel de cada unidad y es de esperar que varíe de una unidad a otra con base en los resultados de las evaluaciones guiadas por los cuatro batallones de infantería y un Batallón Blindado Ligero de Reconocimiento que participaron en la evaluación limitada de usuarios. Aunque los oficiales del programa son conscientes de que el cambio de alimentación por cinta del M249 a la alimentación por cargadores del M27 se traducirá en una pérdida de la capacidad de fuego de supresión, Charles Clark III, del Desarrollo de Combate del Cuerpo de Infantes de Estados Unidos y la Oficina de Integración, citan el aumento sustancial de la precisión de la M27 como un factor significativo en la sustitución de la M249.

### Fuego de supresión.

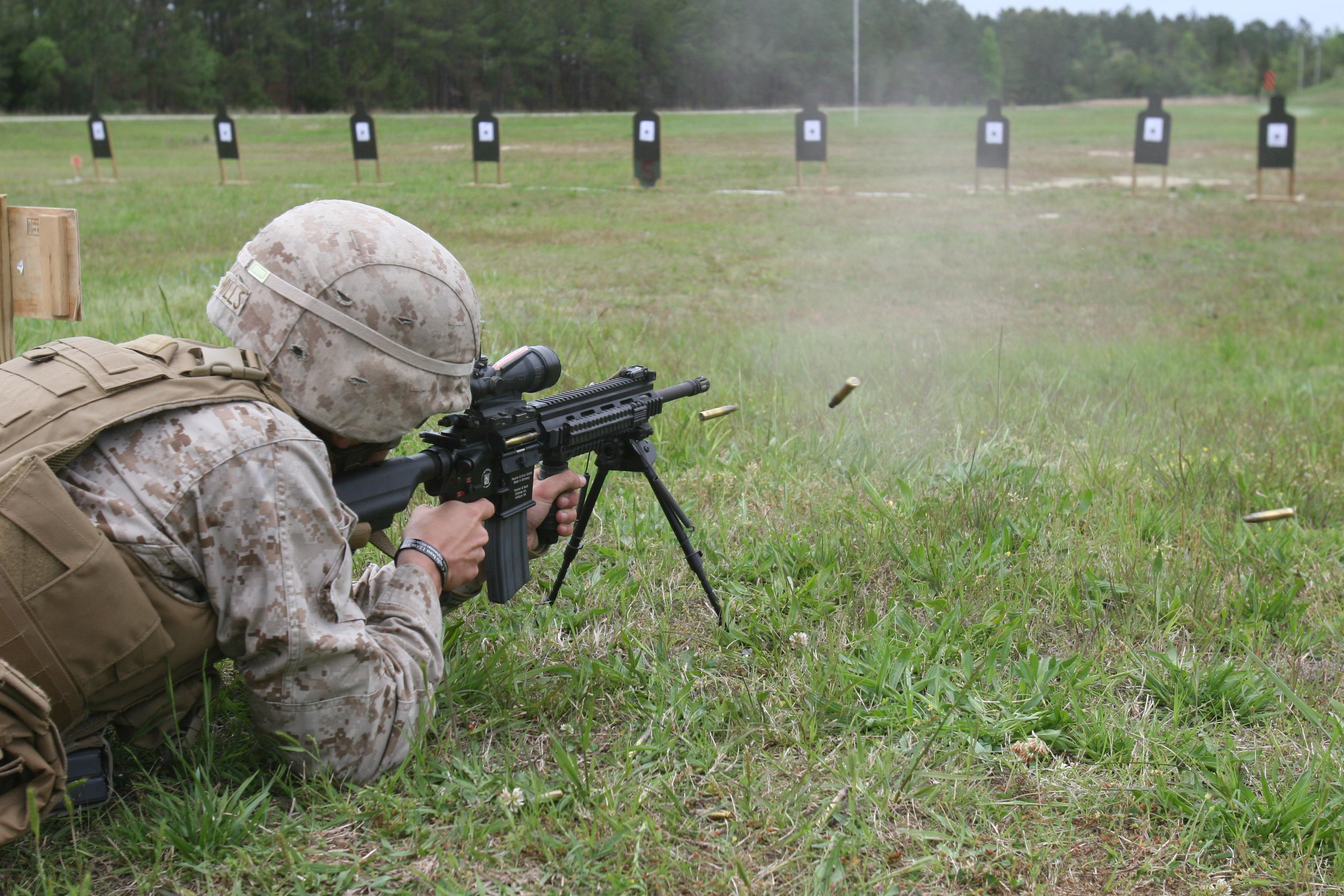
Un infante de marina de EE. UU. en la práctica de cobertura de fuego disparando un M27 totalmente automático en abril de 2012.

El pensamiento de que el M27 representa una reducción de fuego a discreción ha dado lugar a un considerable debate entre los defensores de la M249 SAW dentro de la infantería, los que abogan por que es un arma más ligera, más manejable, precisa y que es suficiente para apoyar las operaciones ofensivas en el nivel de escuadra. Es discutible, en efecto, que los oficiales del programa en realidad abogaran pérdida de capacidades de fuego a discreción, todas las declaraciones de preocupación por este concepto fueron hechas por el general Conway.
Con una SAW, la doctrina del fuego de supresión se basa en el sonido del fuego continuo con proyectiles impactando cerca del enemigo. Mientras que el volumen de fuego de la M249 puede ser mayor es menos precisa. Tropas experimentadas que han sufrido fuego enemigo son menos propensas a ponerse a cubierto si los proyectiles no impactan lo suficientemente cerca. Con un IAR, la doctrina es que se necesita menor volumen de fuego para mejorar la precisión. Menos munición necesita ser usada y los artilleros pueden permanecer en el combate más tiempo y en más situaciones de combate.
Más allá de la mayor precisión, otro beneficio propuesto a favor del M27 sobre la M249 es que en muchos aspectos es un fusil M4 modificado, como el que usa el resto de escuadra. Esto hace que sea mucho más adecuado para funcionar en interiores y en otras situaciones de combate angosto, ya que por su reducido tamaño y peso hacen que sea más rápido y manejable, aunque no es ideal para el combate cercano, es mucho mejor en ese aspecto que el M249. Su aspecto similar al M4 permite al artillero pasar desapercibido entre los demás miembros del escuadrón, evitando el fuego deliberado por parte del enemigo.

## Reseña de combate
El IAR M27 fue desplegado inicialmente en diciembre de 2010. 1.er Batallón, de la 3ª división de marines fueron desplegados en Afganistán en abril del 2011 con 84 IAR. A los antiguos artilleros "SAW" inicialmente no les gustaba el modelo M27, pero la apreciaron con el paso del tiempo. Pesaba 4 kg (9 libras) cargado, en comparación con los 10 kg (22 libras) que pesaba un M249, había una diferencia significativa en cuanto a misiones largas de 5 horas. Los artilleros comentaron que eran "dos armas en una", que era capaz de disparar tiros individuales con precisión a una distancia de 800 metros y que tiene un alcance de tiro automático completo. También se camufla con fusiles estándar M16, para que el enemigo no supiera que se trataba de un artillero. El líder del batallón también propuso al M27 como mejor modelo para prevenir daños colaterales, ya que es más controlable en modo automático que la M249. La preocupación por el volumen de pérdida de disparos fue compensado a través de cursos de capacitación desarrollados en diciembre de 2010. Con la M249 SAW, la idea era suprimir el volumen de fuego y el sonido de la ametralladora. Con el M27 IAR, la idea era suprimir el desplazamiento con disparos de precisión, ya que tiene una precisión de fusil a larga distancia y fuego automático a corta distancia. Los tiradores pueden cambiar entre disparos precisos de largo alcance a 700 metros y disparos de corto a medio alcance a 200 metros, manteniendo la posición cuerpo a tierra. Algunos artilleros durante el combate han sido utilizados como tiradores designados. Un artillero con el M27 efectuando un disparo con puntería, tiene el efecto de tres o cuatro disparos automáticos de la "M249", y todavía tiene la opción de un volumen más extenso con una agrupación precisa.
Marines equipados con el M27 disfrutaron de su similitud con las armas de tipo M4 en servicio. Es más amigable con las tropas debido a que contiene un limpiador y un sistema ligero que tiene menos piezas móviles y menos interrupciones de disparo. Los artilleros equipados con el IAR consideran que la precisión del nivel puede ser una gran mejora sobre la SAW, a pesar de la pérdida de volumen de tiro. Con un presupuesto de gran escala, la Infantería de Marina está buscando la manera de poner en práctica el IAR como arma multiuso. Sugerencias incluyen el uso del M27 como un fusil automático y para uso como fusil de tirador designado. Adicionalmente, su cañón flotante ofrece una mejora de precisión de aproximadamente 2 MDA comparada con lod 4,5 MDA de un M16A4.

## Diseño
El modelo M27 se basa en el Heckler & Koch HK416, que a su vez deriva de la carabina M4 y el Heckler & Koch G36.
Usa un sistema de recarga accionada por gas con pistón de recorrido corto, con cerrojo rotativo. El cañón flota libremente y está rodeado por un riel MIL-STD-1913 Picatinny que permite acoplar miras ópticas y otros accesorios. El sencillo mecanismo de pistón permite reduir el tiempo para resolver interrupciones de tiro en comparación con la M249. Se están considerando otros calibres alternativos para el M27.

### Uso
Estos fusiles se distribuirán uno por cada cuatro hombres (equipo de disparo) y tres por escuadrón, 28 por compañía, 84 por batallón y 72 por El Batallón Blindado Ligero de Reconocimiento de los Estados Unidos de América, con 4.476 en total para el Cuerpo de Marines. Nueve M27 van a estar a disposición de cada compañía en reserva.

### Municiones
El M27 se alimenta con cargadores STANAG estándar de 30 cartuchos. Debido a su cometido, están en estudio cargadores de mayor capacidad que llevan entre 50 y 100 cartuchos. El M27 ha sido probado con éxito disparando con un cargador de tambor redondo "Armatac SAW-MAG 150". El cargador STANAG mejorado con la teja elevadora antivuelco de color arena en lugar de la anterior en color verde se inserta con mayor facilidad y es capaz de mayor volumen de fuego con menor incidencia de interrupciones de tiro. Mientras que un fusilero normalmente lleva 7 cargadores de 30 cartuchos, un artillero IAR tiene que llevar hasta 16, y puede transportar hasta 21 debido a su papel y la velocidad del fuego automático. El brocal del cargador tiene una apertura que ayuda en la inserción del cargador. El PMAG 30 GEN M2 es un cargador que no puede ser insertado por el bisel de plástico frontal a diferencia de la PMAG. Como el M27 no puede emplear los cargadores M2 PMAG, que son los más usados en la serie del M4 y de los fusiles M16, el Cuerpo de Marines prohibió el PMAG el 26 de noviembre de 2012 porque impide intercambiar cargadores con otros fusiles. En respuesta, Magpul inició el proceso de organización, de la verificación y análisis oficiales para sus nuevos cargadores PMAG 30 GEN M3, que son compatibles tanto con el M16 como con el M27, además de otros fusiles.

### Accesorios
El M27 es esencialmente un HK416 con los accesorios requeridos por el Cuerpo de Infantes de Marina. La óptica estándar es el "Trijicon" Mira ACOG, designada oficialmente "SU-258 / PVQ".  Es una mira óptica con medidas 3,5 x 35 para ametralladora y que tiene una mira réflex "Ruggedized Miniature Reflex" (RMR) atornillada en la parte superior para objetivos a menos de 100 metros. Creada para la SAW, la mira óptica ofrece un poco menos de ampliación, pero la distancia al ojo es más larga que la de la mira de combate ACOG Rifle Optic (RCO) de los modelos M16 y M4. La distancia ocular cuanto mayor sea ayuda más a reducir el riesgo de lesiones por retroceso. Inicialmente el M27 tenía una empuñadura frontal Grip Pod, que contenía un bípode en su interior, pero después fue reemplazada por una empuñadura frontal y un bípode.